# Heinz Kortenbeutel
Heinz Kortenbeutel (* 2. Januar 1907 in Berlin; † wohl 1944/1945 [vermisst]) war ein deutscher Papyrologe.

## Leben
Heinz Kortenbeutel, der Sohn des Volksschullehrers Max Kortenbeutel, besuchte von 1916 bis 1925 das Berlinische Gymnasium zum Grauen Kloster und studierte anschließend Klassische Philologie und Alte Geschichte an der Berliner Universität. Je ein Semester verbrachte er an den Universitäten zu Wien und München. In Berlin schloss er sich besonders an den Althistoriker und Papyrologen Ulrich Wilcken an, der auch seine weitere Laufbahn förderte.
Am 6. Oktober 1931 wurde Kortenbeutel mit einer Arbeit über den Süd- und Osthandel Ägyptens promoviert. Anschließend legte er das Staatsexamen für das höhere Lehramt ab und bereitete sich als Assessor auf den Schuldienst vor. Sein Ziel blieb jedoch eine wissenschaftliche Laufbahn. Für das Jahr 1934/1935 erhielt er das Reisestipendium des Deutschen Archäologischen Instituts. Mit Unterstützung seines Doktorvaters Wilcken ließ er sich vom Schuldienst beurlauben, um in der Papyrussammlung der Königlichen Museen zu arbeiten. Dort gab er römische Steuerlisten aus Ägypten heraus. Am 13. Dezember 1939 wurde er zum Kustos der Papyrussammlung mit dem Titel „Professor“ ernannt.
1941 wurde Kortenbeutel zum Kriegsdienst einberufen. Er wird seit 1944 in Russland vermisst. Seine geplante Ausgabe der Papyrusfunde aus Hermupolis kam nicht mehr zustande.

## Schriften (Auswahl)
- Der ägyptische Süd- und Osthandel in der Politik der Ptolemäer und römischen Kaiser. Berlin 1931.
- mit Wilhelm Schubart: Die Papyri als Zeugen antiker Kultur. Zweite Auflage, Berlin 1938.
- Steuerlisten römischer Zeit aus Theadelphia. Berlin 1937. Nachdruck Mailand 1972.